# Културни центар Шабац
Културни центар Шабац налази се у Господар Јевремовој улици, на броју 12, у централној градској пешачкој зони града Шапца. Основан је 1963. године као Дом омладине, па потом Дом Културе Вера Благојевић, a од 2002. године са новим именом Културни центар. Бави се поливалентним културним садржајима, при чему приоритет имају ликовна уметност, књижевност, драмски аматеризам и културно-забавни програм. Налази се у лепој, старој згради Дома трговачке омладине с почетка 20. века (заштићен споменик културе), у самом центру Шапца у главној улици Господар Јевремовој број 12, где користи простор од 660 m², који се састоји од мале и велике сале, галерије, књижаре, канцеларија, Клуба, таванског простора и летње баште.
У преуређеној и реконструисаној башти, на отвореном простору, организује Шабачко културно лето, које углавном чине камерни програми.
Културни центар као поливалентна и мултимедијална институција културе своје активности темељи на неколико основних сегмената рада: ликовни садржаји, књижевни, музички, драмско стваралаштво, перформанси, а последњих неколико година кроз различите пројекте и рад са младима кроз радионице различитих садржаја.

## Зграда Центра
Зграда Културног центра саграђена је 1922. године на месту куће браће Богатинчевић, која је страдала током Првог светског рата. Некада се на фасади зграде налазио натпис Дом шабачке трговачке омладине, а у том наглашеном средишњем делу и фигурални медаљон. За ово место место везују се значајне етапе културног развоја Шапца. У Богатинчевића кући 1881. године почео је да излази Шабачки гласник, о ком је Јован Скерлић говорио као о „првом градском нестраначком листу ван Београда.” У овом објекту дуги низ година приређиване су игранке, а пре рата ту је често свирао и џез оркестар, један од првих у Србији, основан 1934. Културни центар се на овом месту налази последњих неколико деценија.

## Ликовна сцена
Ликовни садржаји догађају се у Галерији шабачког Културног центра, углавном у виду тематских и самосталних изложби. Тематске изложбе су традиционалне, а сваке године приређују се изложбе икона (обично месец мај), цртежа (јун), малог формата (август), и акварела (октобар), док се у новембру бијенално смењују изложба акта и изложба портрета. На тематским изложбама дозвољене су све сликарске технике. Конкурс за самосталне изложбе отворен је током новембра месеца, када Савет галерије прави годишњи план Галерије. Програмска концепција и изоштрени критеријуми допринели су да Галерија Културног центра стекне високи професионални углед јер су у њој, поред осталих, излагали и Милић од Мачве, Миленко Шербан, Слободанка Ракић Шефер, Александар Луковић Лукијан, Радослав Тркуља, Драган Мартиновић, Жељка Момиров, Димитрије Коларевић, Лепосава Милошевић Сибиновић, Милица Ракић, Даница Масниковић...
Од 2017. године Културни центар је покренуо резиденцијални програм за визуелне уметнике са концептом ООА (only one artist). Резиденцијални програм има за циљ да се Културни центар, као и сам град Шабац, успешно позиционира на међународној мапи сличних идеја и пројеката. Програм је замишљен тако да један уметник борави у Шапцу онолико дуго колико захтева продукција рада и да током боравка има довољно времена да упозна град, људе који у њему живе, уметничку сцену, културу, историју, менталитет, поднебље и слично, како би произвео што бољи рад инспирисан искуством боравка у новој средини. Радови који ће настајати у оквиру резиденцијалног програма намењени су јавним просторима града, без обзира на медији којима су изведени.

## Књижевна и издавачка сцена
Културни центар годишње објави од два до пет наслова, а најчешће су то аутори шабачког краја. Најновија књига у издању Културног центра је књига аутора Живка Ивковића, шабачка рок енциклопедија - Од Чивија до Гоблина. У оквиру књижевног конкурса Лаза К. Лазаревић за најбољу необјављену српску приповетку, сваке пете године године објављује се књига награђених приповедака. У великој сали КЦШ одржавају се дебате, трибинско-књижевни сусрети, музичко-поетске вечери, садржаји колажног типа, мултимедијални догађаји и перформанси... Драмски сегмент КЦШ окупља талентовану децу средњошколског узраста која желе едукацију из области глуме. Рецитаторски студио окупља децу основних и средњих школа како би им омогућио да кроз заједничку делатност представе себе, да се по генерацијским принципима што боље искажу и интегришу. Културни центар сваке године организује Општинску смотру рецитатора у сарадњи са Савезом аматера Србије а под покровитељством Скупштине општине Шабац.

## Музичка сцена
Музичка сцена Културног центра Шабац одвија се у Клубу младих. Клуб ствара препознатљив имиџ, пратећи актуелна збивања из музичке културе. Најважнији део музичког програма јесте традиционални Ускршњи рок маратон који се одржава сваке године. Уз учешће домаћих демо бендова, гостују најактуелнија имена са врха домаће рок сцене. Музичке активности се одвијају сваког викенда кроз тематски програм и концерте. Кроз Културни центар прошли су многи бендови: Канда, Коџа и Небојша, Марчело, Six Pack, Директори, Atheist Rap, Vrooom... Поред модерног звука одвијају се и другачији музички садржаји, преко џеза и блуза, који се још више приближио шабачкој публици захваљујући Интернационалном џез и блуз фестивалу, па до класичне музике. Фестивал Савацијум класик фест 2007. године ушао је у програм Културног центра.

## Галерија
- Зграда КЦШ
- Зграда КЦШ